# Sir-Tech
Sir-Tech Software, Inc. fue un desarrollador y editor de videojuegos con sede en Estados Unidos fundado por Norman Sirotek. Aunque la empresa cerró sus puertas en 2001, su homólogo canadiense Sir-Tech Canada continuó funcionando hasta fines de 2003.
Sir-Tech es conocido por su videojuego de rol Wizardry. La serie Jagged Alliance (iniciada en 1994) fue también una popular franquicia. El tercer juego de la serie, Jagged Alliance 2, es de doce años de edad y está disponible desde su distribuidor actual.

## Videojuegos

### Desarrollados y publicados
- Galactic Attack (1980) (as Siro-Tech)
- Wizardry: Proving Grounds of the Mad Overlord (1981)
- Wizardry II: The Knight of Diamonds (1982)
- Wizardry III: Legacy of Llylgamyn (1983)
- Crypt of Medea (1984)
- Rescue Raiders (1984)
- Deep Space: Operation Copernicus (1986)
- Wizardry IV: The Return of Werdna (1987)
- Wizardry V: Heart of the Maelstrom (1988)
- The Usurper: The Mines Of Qyntarr (1989)
- Wizardry VI: Bane of the Cosmic Forge (1990)
- Freakin' Funky Fuzzballs (1990)
- Wizardry VII: Crusaders of the Dark Savant (1992)
- Jagged Alliance: Deadly Games (1996)
- Wizardry Gold (1996)
- Wizardry 8 (2001)

### Solo desarrollados
- Nemesis: The Wizardry Adventure (1996)
- Jagged Alliance 2 (1999)
- Jagged Alliance 2: Unfinished Business (2000)

### Solo publicados
- The Seven Spirits of Ra (1987)
- Realms of Arkania: Blade of Destiny (1993)
- Realms of Arkania: Star Trail (1994)
- Druid: Daemons of the Mind (1995)
- Jagged Alliance (1995)
- Fable (1996)
- Armed & Delirious (1997)
- Excalibur 2555 AD (1997)
- Virus: The Game (1997)
- Realms of Arkania: Shadows over Riva (1997)